# Evippa soderbomi
Evippa soderbomi är en spindelart som beskrevs av Schenkel 1936. Evippa soderbomi ingår i släktet Evippa och familjen vargspindlar. Inga underarter finns listade i Catalogue of Life.